# ALCO PA
ALCO PA bezeichnet eine Baureihenfamilie von Diesellokomotiven mit der Achsformel (A1A)(A1A) für den Einsatz vor Reisezügen. Die Lokomotiven wurden zwischen 1946 und 1953 von der American Locomotive Company (ALCo) und General Electric (GE) gemeinsam in Schenectady im US-Bundesstaat New York gebaut.
Es wurden sowohl Lokomotiven mit Führerstand (A-Units) mit der Bezeichnung PA als auch führerstandslose Booster (B-Units) mit der Bezeichnung PB gebaut.

## Varianten
Zwei verschiedene Modelle wurden angeboten: PA-1 und PB-1 mit je 2000 PS (1,5 MW) wurden zwischen 1946 und 1950 gebaut, während von 1950 bis 1953 die etwas stärkeren PA-2 und PB-2 mit je 2250 PS (1,7 MW) gebaut wurden. Verbesserte PA-2 und PB-2 werden häufig als PA-3 bzw. PB-3 bezeichnet. ALCo selbst plante als PA-3 und PB-3 Typen mit einer Motorleistung von 2400 PS (1,8 MW), diese wurden aber nicht mehr gebaut. Von der unterschiedlichen Motorisierung abgesehen, waren die Unterschiede zwischen den Lokomotiven der Baureihe PA-1 und jenen der Baureihe PA-2 minimal. Lokomotiven der Baureihe „PA-3“ unterschieden sich äußerlich durch das Fehlen der „Augenbrauen“-Zierleiste am Lüftungsgitter hinter dem Führerstand und des Bullauges hinter den Kühlerjalousien. Die in die PA-2- und PB-2-Lokomotiven jüngeren Herstellungsdatums eingebauten wassergekühlten Turbolader und weitere kleinere Verbesserungen an der Maschinenanlage wurden häufig im Rahmen größerer Reparaturen oder Instandhaltungsarbeiten auch bei älteren Fahrzeugen nachgerüstet.
Wie auch die Lokomotiven der ALCO-FA-Reihe verfügten jene der PA-Reihe über ein charakteristisches Design mit langer, gerader Nase, an deren Spitze ein großer, vergitterter Scheinwerfer in einem quadratischen Gehäuse saß, schrägen Windschutzscheiben und Zierleisten hinter den Führerstandsfenstern, welche die Linienführung verlängerten und schlanker erscheinen ließen. Das Design griff dabei Elemente der Erie-Built-Baureihe von Fairbanks-Morse auf, die von General Electric, dem Lieferanten der elektrischen Ausrüstung für die PA-Reihe, in Erie (Pennsylvania) gebaut worden war. GE's Produktdesigner Ray Patten entwarf das Design der PA- und PB-Reihe, und es erscheint möglich, dass er dabei die Pläne der Erie-Built-Reihe als Ausgangspunkt wählte und die Nase verlängerte und eckiger gestaltete, um der Lokomotive ein „aggressiveres“ Aussehen zu verleihen. Viele Einzelteile der PA-Reihe waren mit der FA-Reihe austauschbar.
Eisenbahnfans bezeichnen die PA-Reihe als eine der schönsten Diesellokomotivbaureihen und als „Dampflokomotive ehrenhalber“. Letzteres geht auf eine Eigenheit des verwendeten Dieselmotortyps ALCO 244 zurück, weil beim Beschleunigen zunächst dicke schwarze Rauchwolken aus den Schornsteinen quollen, bis der Turbolader eine gewisse Drehzahl erreicht hatte.
Der verwendete V16-Dieselmotor ALCO 244 führte auch zum Niedergang der PA-Reihe.
Die Markteinführung dieses Motortyps war übereilt erfolgt, und er stellte sich als unzuverlässig heraus.
Die Lokomotiven der PA-Reihe konnten sich deshalb auf dem bereits von der General Motors Electro-Motive Division mit ihrer E-Serie beherrschten Markt nicht behaupten. Die an die Atchison, Topeka and Santa Fe Railway verkaufte Dreifacheinheit aus den Lokomotiven 51L, 51A und 51B wurde im August 1954 auf Motoren vom Typ EMD 16-567C mit 1750 PS (1,3 MW) umgerüstet, um ihre Zuverlässigkeit zu verbessern. Der später eingeführte, wesentlich verbesserte Motortyp ALCO 251 kam zu spät, um den aus der Unzuverlässigkeit des ALCO 244 resultierenden Imageschaden wieder wettzumachen. Noch bevor die ALCO 251 in größerer Zahl auf den Markt kamen, hatte General Electric 1953 die Partnerschaft mit ALCO beendet und eigene dieselelektrische Lokomotiven auf den Markt gebracht.

## Käufer
| Gesellschaft                                              | PA1 | PB1 | PA2 | PB2 | Anmerkungen |
| --------------------------------------------------------- | --- | --- | --- | --- | --- |
| Vorführmodell                                             |     |     | 1   | 1   | Weitergegeben an die New York Central Railroad |
| Vorführmodell                                             | 2   |     |     |     | Vorführmodell für die Canadian National Railway in grün-goldener Farbgebung, später als PA-2 an die Missouri-Kansas-Texas Railroad weiterverkauft; letzte gebaute Exemplare der Baureihe PA-1 |
| American Freedom Train                                    | 1   |     |     |     | Weitergegeben an die Gulf, Mobile and Ohio Railroad |
| Atchison, Topeka and Santa Fe Railway                     | 28  | 16  |     |     | Vier PA-1 weiterverkauft an die Delaware and Hudson Railway; waren die letzten noch in Betrieb befindlichen Einheiten                                                                         |
| Denver and Rio Grande Western Railroad                    | 4   | 2   |     |     | |
| Erie Railroad                                             | 12  |     | 2   |     | |
| Gulf, Mobile and Ohio Railroad                            | 2   |     |     |     | |
| Lehigh Valley Railroad                                    | 14  |     |     |     | |
| Missouri-Kansas-Texas Railroad                            | 4   |     | 8   |     | |
| Missouri Pacific Railroad                                 | 8   |     | 29  |     | |
| New York, New Haven and Hartford Railroad                 | 27  |     |     |     | Einheit 0783 wurde 1967 als Ersatzteilspender an die Delaware and Hudson Railway weiterverkauft                                                                                               |
| New York, Chicago and St. Louis Railroad („Nickel Plate“) | 11  |     |     |     | |
| New York Central Railroad                                 | 8   | 4   | 6   |     | |
| Pennsylvania Railroad                                     | 10  | 5   |     |     | |
| St. Louis Southwestern Railway („Cotton Belt Route“)      | 2   |     |     |     | Weiterverkauft an die Southern Pacific Railroad |
| Southern Pacific Railroad                                 | 24  | 6   | 27  | 7   | |
| Southern Railway                                          |     |     | 5   |     | |
| Union Pacific Railroad                                    | 8   | 6   |     |     | |
| Wabash Railroad                                           | 4   |     |     |     | |
| São Paulo Railway                                         |     |     | 3   |     | |
| Totals                                                    | 169 | 39  | 81  | 8   | |

## Verkäufe ins Ausland
Drei Lokomotiven vom Typ PA-2 wurden an die Companhia Paulista de Estradas de Ferro in São Paulo (Brasilien) geliefert.
Diese betreibt ein 1600 mm-Breitspur-Netz.
Diese Lokomotiven wurden mit verstärkten Schienenräumern ausgerüstet.
Zwei dieser Lokomotiven existieren noch.

## Verbleib
Heute existieren noch 6 Einheiten der PA-Reihe.
Zwei davon befinden sich bei der Companhia Paulista de Estradas de Ferro in Brasilien (siehe oben).
Vier weitere (Nrn. 16 bis 19) entstammen der Lieferung an die Atchison, Topeka and Santa Fe Railway.
Diese Lokomotiven wurden 1967 an die Delaware & Hudson Railway weiterverkauft.
In den Jahren 1974 und 1975 wurden sie von Morrison-Knudsen umgebaut und erhielten V12-Motoren vom Typ ALCO 251.
Morrison-Knudsen bezeichnete diese umgebauten Lokomotiven als PA-4.
Sie wurden später nach Mexiko weiterverkauft.
Zwei davon (Nrn. 16 und 18) befinden sich inzwischen wieder in den Vereinigten Staaten.
Einheit Nr. 16 wurde bei einer Entgleisung in Mexiko schwer beschädigt und soll für die Smithsonian Institution wieder das Warbonnet der Atchison, Topeka and Santa Fe Railway erhalten.
Einheit Nr. 18 befindet sich in Privatbesitz und soll als Nickel Plate Road Nr. 190 wieder betriebsfähig gemacht werden.
Die beiden anderen noch existierenden Lokomotiven (Nrn. 17 und 19), stehen heute im Museo Nacional de los Ferrocarriles Mexicanos in Puebla im gleichnamigen mexikanischen Bundesstaat.
Eine der Lokomotiven ist betriebsfähig.
Einheit Nr. 17 trägt die Farbgebung des Southern-Pacific-Zugs „Coast Daylight“.